# Liquidité du marché
 (décembre 2021).
Pour les articles homonymes, voir Liquidité.
La liquidité d'un marché financier représente la capacité à acheter ou à vendre rapidement les actifs qui y sont cotés sans que cela ait d'effet majeur sur les prix. Plus un marché est liquide, plus il est aisé, rapide et peu coûteux d'y réaliser des transactions. Cette caractéristique figure parmi les qualités essentielles que doivent garantir les bourses de valeurs. 

## Liquidité et choix d'actifs
La liquidité des actifs est devenue, au cours de ces dernières années, un élément prépondérant des stratégies d’investissement. Une grande part de cet intérêt pour la liquidité provient des difficultés d’absorption par le marché rencontrées par les investisseurs qui souhaitent se dessaisir ou acquérir une quantité significative d’actions de faible capitalisation boursière. De telles négociations induisent parfois des replis ou des hausses de cours excessifs. 
Ainsi, les gestionnaires de fonds, surtout s'ils gèrent des lignes importantes dont la négociation peut peser sur les cours, privilégient les actions les plus liquides. Cela leur permet de réduire leurs coûts de transactions, de dynamiser leur portefeuille (les engagements et désengagements peuvent s’effectuer rapidement) et d’éviter que la performance du fonds soit troublée par l’absence d’une contrepartie suffisante, ne serait-ce que temporaire, sur le marché. De même, les trésoriers des entreprises qui souhaitent acquérir des valeurs mobilières dans le cadre de placements à court terme vont privilégier les actifs facilement négociables et liquides.
Les modèles d'évaluation des actifs prennent aujourd'hui en compte des primes de liquidité. Hamon et Jacquillat proposent une extension du MEDAF en ajoutant un facteur de liquidité :
{\displaystyle E\left(r_{j}\right)=r_{f}+b_{j}*[E(r_{m})-r_{f}]+L_{j}*Liq_{j}}
La formule est une fonction :
- de la mesure du risque systématique de l'actif, c'est-à-dire du risque non diversifiable (l'investisseur diversifiera son portefeuille directement sur le marché), noté {\displaystyle b_{j},} (coefficient bêta de l'actif) ;
- de la rentabilité espérée sur le marché, notée {\displaystyle E(r_{m})} ;
- du taux d'intérêt sans risque (généralement des emprunts d'État), noté {\displaystyle r_{f},}.
- de la liquidité, notée {\displaystyle Liq}, mesurée par la fourchette de prix, le flottant ou encore le turnover.

Les modèles à plusieurs facteurs peuvent également retenir une prime de liquidité :
{\displaystyle E\left(r_{j}\right)=r_{f}+b_{j1}RP_{1}+b_{j2}RP_{2}+\cdots +b_{jn}RP_{n}}
{\displaystyle r_{j}=E\left(r_{j}\right)+b_{j1}F_{1}+b_{j2}F_{2}+\cdots +b_{jn}F_{n}+\epsilon _{j}}
où
- {\displaystyle E(r_{j})} est  l'espérance de rentabilité,
- {\displaystyle RP_{k}} est la prime de risque du facteur,
- {\displaystyle r_{f}} est le taux sans risque,
- {\displaystyle F_{k}} est le facteur de risque (inflation, liquidité…),
- {\displaystyle b_{jk}} est la sensibilité au facteur de risque {\displaystyle k},
- et {\displaystyle \epsilon _{j}} est un aléa de moyenne nulle (risque spécifique).

À titre d'exemple, on peut citer le modèle Fama-French à trois facteurs qui retient une prime de liquidité. Celle-ci équivaut à la différence de rentabilité entre les actions de grandes et de petites capitalisations.
{\displaystyle r_{j}-r_{f}=b{1}(r_{m}-r_{f})+b{2}\cdot SMB+b{3}\cdot HML+\alpha }
où
- {\displaystyle SMB} correspond au facteur taille ( égal à la différence de rentabilité entre grandes et petites capitalisations),
- {\displaystyle HML} dénote le facteur Book to Market (égal à la différence de rentabilité entre valeurs de rendement et de croissance).

## Liquidité et organisation de marché
La liquidité d'un marché dépend de son organisation (bourse ou de gré à gré) mais également de l'actif considéré. Par exemple, le marché  de l'eurodollar (gré à gré) est extrêmement liquide, tout comme la bourse de Wall Street. À l'inverse le marché de l'immobilier est fort peu liquide. Il n'existe pas de structure de marché optimale. À Paris, on privilégie une cotation continue pour les capitalisations boursières importantes et une cotation en fixing pour les petites capitalisations.
La notion de liquidité est souvent attachée à celle de profondeur du marché.

## Risque de liquidité
Le risque de liquidité correspond à la perte provenant des coûts de liquidation  d’une position. Typiquement, l’illiquidité d’un marché se manifeste sous forme d’importants coûts de transaction, un faible nombre de transactions durant la séance ou encore une fourchette de prix élevée. 
Il est manifeste que la plupart des marchés connaissent parfois des problèmes de liquidité. En effet, de nombreux marchés ne présentent pas un niveau de liquidité acceptable durant toute la séance ; il n’existe que très peu de marchés, qui peuvent se vanter d’offrir un niveau de liquidité adéquat aux intervenants financiers. Cependant, même la liquidité de ces grandes places boursières ne peut pas être garantie. Ces marchés sont très liquides la majorité du temps, mais occasionnellement lors des séances de crise, leur liquidité « s’assèche ».
Il est possible de distinguer deux types de risque de liquidité. Le premier est le risque de liquidité « normal » qui augmente au gré des échanges sur des marchés considérés comme peu liquides. Le second type de risque de liquidité est plus insidieux. Il s’agit du risque de liquidité qui augmente lors des crises boursières où le marché perd son niveau courant de liquidité.

### Le risque normal de liquidité
Le risque de liquidité correspond à la perte potentielle qu'on subit par rapport au prix qu'on aurait dû obtenir. On doit donc se focaliser sur le prix du marché : le risque de perte survient en raison de mouvements défavorables du prix de marché. Cependant il convient de faire attention à ce qu'on appelle « prix de marché » en particulier lorsqu'on se situe sur un marché illiquide : le prix affiché ne signifie pas « prix réel ». Celui-ci peut très bien résulter d’un manque de liquidité antérieur.

### Le risque de crise de liquidité
Un marché peut être très liquide la plupart du temps et devenir illiquide lors d’une crise majeure. En règle générale, les troubles démarrent lorsqu’une chute de cours intervient, c’est-à-dire quand on assiste à un excès d’offre de titres face à une demande qui tend à se réduire fortement par défiance vis-à-vis des titres. La fourchette de prix tend à augmenter de manière importante. Cela s’explique par l’effet de panique qui règne sur le marché, tous les investisseurs souhaitent vendre au même moment et dégarnissent le carnet d’ordres du côté acheteur. Ceci explique d’ailleurs la mise en place par les autorités boursières des réservations de cotation. On est dans une situation où il n’existe plus de stratégie de placement : tout le monde souhaite vendre sa position.